# Vahid Halilhodžić
Vahid Halilhodžić, född 15 maj 1952 i Jablanica, Jugoslavien (nuvarande Bosnien och Hercegovina), är en tidigare jugoslavisk fotbollsspelare och senare bosnisk tränare. Han har varit förbundskapten för bland annat Elfenbenskusten och Algeriet och han blev Marockos förbundskapten 2019, med sikte på att leda dom över VM i Qatar, men han sparkades ett par månader innan.
Vahid Halilhodžić gjorde 15 landskamper för det Jugoslaviska landslaget och deltog bland annat i fotbolls-EM 1976 och fotbolls-VM 1982.